# لاهارپور
لاهارپور (به انگلیسی: Laharpur) یک منطقهٔ مسکونی در هند است که در بخش سیتاپور واقع شده‌است. لاهارپور ۶۱٬۹۹۹ نفر جمعیت دارد و ۱۳۳ متر بالاتر از سطح دریا واقع شده‌است.